# Зої-Енн Олсен-Дженсен
Зої-Енн Олсен-Дженсен (англ. Zoe Ann Olsen-Jensen, 11 лютого 1931 — 23 вересня 2017) — американська стрибунка у воду.
Срібна медалістка Олімпійських Ігор 1948 року, бронзова медалістка 1952 року.